# Beatmania IIDX 6th style
Beatmania IIDX 6th style est un jeu de rythme qui fait partie de la série des Beatmania IIDX.

## Système de jeu
Consiste en un contrôleur style DJ avec 7 touches et une table tournante. 
Le but du jeu est d'appuyer sur les touches dans le bon timing, produisant ainsi a chansons.

## Nouveautés
Beatmania IIDX 6th Style obtient un nouveau moteur graphique qui rend le jeu plus fluide, et des vidéos de meilleure qualité. 6th style introduit aussi les notes sous forme de lettres (AAA à F), et le modificateur HARD.

## Liste des chansons
Voici la liste des chansons de ce mix classées par ordre alphabétique
- Les difficultés sont sur une échelle de 1 à 7
- Plusieurs chansons n'ont pas de difficulté another
- Si la chanson contient différent BPM (Battement par minute), ils sont indiqués dans l'ordre des changements de vitesse

### Nouvelles chansons
| Titre                                   | Artiste                          | Genre                  | Beginner | Light7 | 7keys | Another7 | Light14 | 14keys | Another14 | BPM |
| --------------------------------------- | -------------------------------- | ---------------------- | -------- | ------ | ----- | -------- | ------- | ------ | --------- | --- |
| 19, November                            | good-cool                        | House                  | 3        | 5      | 6     | 6        | 5       | 7      | 7         | 125 |
| A New Morning                           | Yukihiro Fukutomi                | House                  | 1        | 4      | 5     | 5        | 4       | 7      | .         | 125 |
| BALLAD FOR YOU Omoi no Ame              | NM feat. Thomas Howard           | Ballad                 | 1        | 3      | 5     | 5        | 4       | 6      | .         | 65  |
| Beautiful Days                          | Fantastic Plastic Machine        | House                  | 1        | 4      | 5     | 5        | 4       | 5      | .         | 125 |
| Blueberry Stream                        | dj TAKA                          | HOUSE                  | 3        | 4      | 7     | 7        | 6       | 7      | 7         | 138 |
| Buffalo                                 | good-cool feat. Hideo Suwa       | ROCK                   | 3        | 5      | 7     | 7        | 4       | 7      | 7         | 108 |
| Colors                                  | dj TAKA                          | Trance                 | 3        | 5      | 7+    | .        | 6       | 7      | 7         | 150 |
| DIVE ~INTO YOUR HEART~                  | NAOKI feat. PAULA TERRY          | HYPER TRANCE EURO BEAT | 2        | 5      | 7     | 7        | 5       | 7      | 7         | 155 |
| Doigts De Fatima (Fatima no Tanagokoro) | Osamu Kubota feat. Sizzle Ohtaka | CELTIC                 | 2        | 2      | 3     | 3        | 2       | 3      | 3         | 217 |
| Five Regrets                            | Osamu Kubota                     | JAZZ ARGENTINO         | 3        | 3      | 7     | .        | 5       | 7      | .         | 144 |
| Flowtation (Original Mix)               | Vincent de moor                  | TRANCE                 | 3        | 5      | 7     | 7        | 5       | 7      | 7         | 140 |
| Fly Away (INSTRUMENTAL)                 | Vincent de moor                  | TRANCE                 | 2        | 4      | 6     | 6        | 5       | 7      | 7         | 138 |
| fly through the night                   | Mr.T                             | TRANCE                 | 2        | 4      | 6     | 6        | 4       | 6      | 6         | 140 |
| Free Style                              | Shapes                           | TRANCE                 | 3        | 5      | 6     | 6        | 5       | 6      | .         | 132 |
| Frozen Ray (original mix)               | dj TAKA                          | TRANCE                 | 2        | 6      | 7     | 7        | 4       | 7      | 7         | 156 |
| G2                                      | Aya                              | DRUM N BASS            | 3        | 6      | 7+    | 7+       | 6       | 7      | 7         | 170 |
| JUST DO IT                              | NIKI                             | HYPER TECHNO           | 2        | 4      | 6     | 6        | 4       | 7      | .         | 136 |
| Kotti Wo Muiteyo                        | vivi                             | SOUL                   | 2        | 5      | 6     | 6        | 6       | 7      | 7         | 128 |
| L'amour et la liberte                   | NAOKI underground                | TRANCE                 | 3        | 5      | 7     | .        | 5       | 7      | .         | 145 |
| Linus                                   | LEGO STUDIO                      | LOUNGE POP             | 2        | 5      | 7     | 7        | 4       | 7      | 7         | 176 |
| LOVE IS DREAMINESS                      | L.E.D.-G vs. GUHROOVY fw/ asuka  | HAPPY HARDCORE         | 2        | 5      | 6     | .        | 6       | 7      | .         | 178 |
| M-02stp.ver1.01                         | Shoichiro Hirata                 | TWO STEP               | 2        | 4      | 6     | 6        | 4       | 7      | 7         | 132 |
| NEMESIS                                 | D.J. SETUP                       | TECHNO                 | 2        | 5      | 7+    | 7+       | 6       | 7+     | 7+        | 164 |
| NIGHT OF FIRE                           | NIKO                             | SUPER EUROBEAT         | 3        | 4      | 6     | 6        | 5       | 7      | 7         | 155 |
| PARAPARA PARADISE                       | DOMINO                           | SUPER EUROBEAT         | 3        | 5      | 7     | 7        | 5       | 7      | 7         | 154 |
| REAL LOVE                               | MAZIK K.                         | HYPER TECHNO           | 2        | 5      | 6     | 6        | 4       | 7      | .         | 140 |
| Retrospective Song                      | Orange Lounge                    | BOSSA LOUNGE           | 2        | 4      | 5     | 5        | 5       | 6      | .         | 160 |
| ROMEO & JULIET                          | LOLITA                           | SUPER EUROBEAT         | 1        | 4      | 6     | 6        | 4       | 6      | 6         | 151 |
| rottel-da-sun                           | sampling masters MEGA            | ROTTERDAM TECHNO       | 3        | 5      | 7     | 7        | 5       | 7      | .         | 200 |
| route 80s                               | sampling masters MEGA            | NOISY                  | 3        | 5      | 7     | 7        | 6       | 7      | 7         | 122 |
| Silhouette Of My Mind                   | ReR                              | GOTH                   | 2        | 3      | 4     | .        | 3       | 4      | .         | 121 |
| SOMETHING WONDERFUL                     | L.E.D.                           | EPIC TRANCE            | 2        | 4      | 6     | 6        | 5       | 7      | .         | 150 |
| Summer Vacation (CU MIX)                | OutPhase                         | TRIP HOP               | 3        | 5      | 7+    | .        | 6       | 7+     | .         | 135 |
| Take It Easy                            | Aya                              | INSTRUMENTAL           | 3        | 6      | 7+    | 7+       | 6       | 7+     | .         | 205 |
| Theme Of Denjin J                       | L.E.D.                           | NU-NRG                 | 2        | 5      | 6     | 6        | 6       | 7      | .         | 155 |
| VJ ARMY                                 | good-cool                        | ALL MIX                | 2        | 6      | 7     | 7        | 4       | 7      | 7         | 141 |
| Wow Wow 70's                            | sampling masters AYA             | DISCO                  | 2        | 4      | 5     | 5        | 5       | 7      | .         | 126 |
| Y31                                     | tiger YAMATO                     | RAVE                   | 3        | 6      | 7     | 7        | 5       | 7      | 7         | 168 |
| YESTERDAY                               | CHERRY                           | SUPER EUROBEAT         | 1        | 4      | 6     | 6        | 5       | 6      | 6         | 158 |

### Ancienne chansons
| Titre                                              | Artiste                          | Genre          | Beginner | Light7 | 7keys | Another7 | Light14 | 14keys | Another14 | BPM |
| -------------------------------------------------- | -------------------------------- | -------------- | -------- | ------ | ----- | -------- | ------- | ------ | --------- | --- |
| 20,november                                        | dj nagureo                       | HOUSE          | 2        | 4      | 7     | 7        | 5       | 7      | 7         | 130 |
| ABSOLUTE                                           | dj TAKA                          | EPIC TRANCE    | 3        | 5      | 7     | .        | 5       | 7      | .         | 144 |
| B4U                                                | NAOKI                            | SPEED RAVE     | 3        | 5      | 7+    | 7+       | 6       | 7      | .         | 155 |
| DXY!                                               | TaQ                              | TECHNO         | 1        | 6      | 7+    | 7+       | 6       | 7+     | 7+        | 148 |
| Get on Beat (WILD STYLE)                           | Lion Musashi                     | HARD HOUSE     | 3        | 5      | 7+    | 7+       | 6       | 7      | 7         | 150 |
| Holic                                              | TaQ                              | HARD TECHNO    | 3        | 4      | 7     | 7        | 6       | 7+     | 7+        | 154 |
| I Was The One                                      | good-cool                        | ITALO HOUSE    | 2        | 2      | 3     | 3        | 2       | 2      | .         | 124 |
| indigo Vision (full flavour hide around mix)       | TaQ                              | GOA TRANCE     | 1        | 3      | 5     | 5        | 5       | 7      | .         | 155 |
| LUV TO ME (disco mix)                              | tiger YAMATO                     | EURO BEAT      | 3        | 5      | 6     | 6        | 4       | 7      | 7         | 154 |
| outer wall                                         | sampling masters MEGA            | TECHNO         | 1        | 5      | 6     | 6        | 6       | 7      | 7         | 149 |
| PARANOiA MAX ~DIRTY MIX~                           | 190                              | JUNGLE         | 2        | 3      | 4     | 4        | 3       | 5      | 5         | 190 |
| Presto                                             | Osamu Kubota                     | PIANO AMBIENT  | 2        | 3      | 7     | 7        | 3       | 7      | .         | 135 |
| R10K                                               | tiger YAMATO                     | RAVE           | 3        | 5      | 6     | 6        | 4       | 6      | 6         | 190 |
| R3                                                 | tiger YAMATO                     | RAVE           | 1        | 4      | 5     | 5        | 4       | 6      | 6         | 157 |
| R5                                                 | tiger YAMATO with ultra beat box | RAVE           | 2        | 5      | 7     | 7        | 5       | 7      | 7         | 179 |
| Skyscraper                                         | good-cool                        | EPIC HOUSE     | 2        | 4      | 6     | 6        | 4       | 7      | .         | 135 |
| starmine                                           | Ryu☆                             | HAPPY HARDCORE | 1        | 5      | 6     | 6        | 5       | 7      | 7         | 182 |
| sync                                               | OutPhase (TaQ/dj TAKA)           | TRANCE         | 3        | 6      | 7     | 7        | 6       | 7+     | 7+        | 167 |
| tablets                                            | sampling masters MEGA            | RAVE           | 1        | 4      | 6     | 6        | 4       | 6      | 6         | 180 |
| THE BIG VOYAGER -INFINITE PRAYER REINTERPRITATION- | L.E.D.                           | GOA TRANCE     | 1        | 5      | 7     | 7        | 6       | 7+     | .         | 147 |
| THE SAFARI                                         | Lion Musashi                     | WORLD HOUSE    | 3        | 6      | 7+    | .        | 6       | 7      | .         | 150 |
| THE SHINING POLARIS                                | L.E.D. feat. Sana                | EPIC TRANCE    | 1        | 4      | 6     | 6        | 4       | 7      | .         | 147 |
| V                                                  | TAKA                             | PROGRESSIVE    | 3        | 5      | 7+    | 7+       | 6       | 7+     | .         | 150 |

### Déblocable
| Titre                        | Artiste                 | Genre               | Beginner | Light7 | 7keys | Another7 | Light14 | 14keys | Another14 | BPM |
| ---------------------------- | ----------------------- | ------------------- | -------- | ------ | ----- | -------- | ------- | ------ | --------- | --- |
| Changes                      | RYOTA MITSUNAGA         | BALLAD              | 1        | 2      | 3     | .        | 2       | 3      | .         | 70  |
| dissolve                     | kobo                    | TRANCE              | 3        | 4      | 6     | 6        | 4       | 6      | .         | 140 |
| Gattai Seyo! Strong Jaeger!! | L.E.D.                  | NU-NRG              | 2        | 5      | 7     | .        | 6       | 7      | .         | 155 |
| HYPER BOUNDARY GATE          | L.E.D. LIGHT            | GOA TRANCE          | 3        | 4      | 6     | .        | 5       | 7      | .         | 152 |
| jelly kiss                   | Togo project feat. Sana | A.O.R.              | 2        | 4      | 5     | .        | 5       | 6      | .         | 135 |
| OUTER LIMITS                 | L.E.D.-G                | HARDCORE BREAKBEATS | 1        | 3      | 5     | .        | 4       | 6      | .         | 171 |
| Stick Around                 | Megu with Scotty D      | 2STEP               | 2        | 2      | 3     | 3        | 3       | 4      | .         | 134 |